# Плюшко Анатолій Дмитрович
Анатолій Дмитрович Плюшко (23 серпня 1938, Новополтавка, Великоолександрівський район, Херсонська область, Українська РСР, СРСР) — український дипломат. Перший Надзвичайний та Повноважний Посол незалежної України в Китаї.

## Біографія
Народився 23 серпня 1938 в селі Новополтавка Великоолександрівського району на Херсонщині. У 1961 закінчив Інститут східних мов при Московському державному університеті ім. М. Ломоносова.
З 1961 по 1966 — викладач китайської мови в Київській спецшколі-інтернаті.
З 1966 по 1973 — аташе, 2-й секретар МЗС УРСР.
З 1973 по 1979 — помічник начальника служби протоколу Секретаріату ООН.
З 1979 по 1984 — Член колегії, начальник відділу кадрів Міністерства закордонних справ УРСР, заступник члена делегації Української РСР на XXXVII сесію Генеральної Асамблеї Організації Об'єднаних Націй.
З 1984 по 1990 — науковий редактор, головний редактор видавничого відділу товариства «Знання».
З 1990 по 1991 — відповідальний секретар Української асоціації сприяння ООН.
З 1991 по 1992 — заступник начальника Управління двосторонніх відносин МЗС України.
З 01.1993 по 22.08.1998 — Надзвичайний та Повноважний Посол України в Китаї.

## Сім'я
- Дружина — Плюшко Адель Іванівна (1938), вчителька
- Син — Плюшко Ігор Анатолійович (1964), суддя Вищого господарського суду України.[3]